# Павлово (Хойницький повіт)
Павлово (пол. Pawłowo, нім. Groß-Paglau) — село в Польщі, у гміні Хойниці Хойницького повіту Поморського воєводства.
Населення — 876 осіб (2011).
У 1975-1998 роках село належало до Бидгощського воєводства.

## Демографія
Демографічна структура станом на 31 березня 2011 року:
|          | Загалом | Допрацездатний вік | Працездатний вік | Постпрацездатний вік |
| -------- | ------- | ------------------ | ---------------- | -------------------- |
| Чоловіки | 440     | 143                | 269              | 28                   |
| Жінки    | 436     | 121                | 257              | 58                   |
| Разом    | 876     | 264                | 526              | 86                   |